# Серрано, Аманда
Аманда Серрано (исп. Amanda Serrano; 9 октября 1988, Каролина, Пуэрто-Рико) — пуэрто-риканская женщина-боксёр и боец смешанных единоборств. Чемпионка мира во 2-й наилегчайшей (WBO, 2019), легчайшей (WBO, 2017), 2-й легчайшей (WBO, 2016—2018), полулёгкой (WIBA, 2013; WBO, 2016, 2019—н. в.; WBC, 2021—2023; IBF, 2022—2024; The Ring, 2022—н. в., WBA, 2023—н. в.), 2-й полулёгкой (IBF, 2011), лёгкой (WBO, 2014) и 1-й полусредней (WBO, 2018—2019) весовых категориях. Временная чемпионка мира в полулёгкой весовой категории (WBC, 2019—2021).
Боксёр года среди женщин (2021, 2023) по версии BWAA.
Первая женщина, становившаяся чемпионкой мира по профессиональному боксу в более, чем четырёх весовых категориях — она завоевала титул в семи весах. Первый боксёр из Пуэрто-Рико, независимо от пола, ставший чемпионом мира в более, чем четырёх весах.

## Биография
Родилась 9 октября 1988 года в муниципалитете Каролина, Пуэрто-Рико. Когда девочке было 8 месяцев, семья переехала в Бруклин, Нью-Йорк, США.
В бокс пришла в 12 лет, вслед за Синди — старшей сестрой. Обеих сестёр тренирует муж Синди, Джордан Мальдонадо. Поначалу и Джордан и Синди были против того, чтобы Аманда занималась боксом. Мать девочки также не хотела, чтобы её дочь посвятила свою жизнь этому виду спорта. Отец же, наоборот, поддержал выбор Аманды.
Окончила среднюю школу Бушуика (Бруклин, Нью-Йорк).
В сентябре 2017 года, вместе с сестрой, оказывала гуманитарную помощь жителям родного Пуэрто-Рико, пострадавшим от урагана «Мария».

## Любительская боксёрская карьера
В 2008 году выиграла турнир Staten Island.
В том же году выиграла турнир «Золотые перчатки» (Нью-Йорк) в полулёгком весе (до 57 кг).
Завершила свою непродолжительную любительскую карьеру с рекордом 9-1 и перешла в профессионалы.

## Профессиональная боксёрская карьера
Дебютировала на профессиональном ринге 20 марта 2009 года, одержав победу по очкам.

### Чемпионский бой с Кимберли Коннор
10 сентября 2011 года встретилась с американкой Кимберли Коннор в бою за вакантный титул чемпионки мира во 2-м полулёгком весе по версии IBF. Нокаутировала свою соперницу уже во 2-м раунде. Стала первым чемпионом мира, работающим с промоутерской компанией «Boxing 360» Марио Ягоби.

### Чемпионский бой сФридой Вальберг
27 апреля 2012 года встретилась с чемпионкой мира во 2-м полулёгком весе по версии WBC не имеющей поражений шведкой Фридой Вальберг. Поединок продлился все 10 раундов. Победу единогласным решением судей одержала действующая чемпионка.

### Чемпионский бой с Вандой Пеной Осуной
16 февраля 2013 года встретилась с доминиканкой Вандой Пеной Осуной в бою за вакантный титул чемпионки мира в полулёгком весе по версии WIBA. Также на кону стоял вакантный титул UBF. Серрано одержала досрочную победу в первом же раунде.

### Чемпионский бой сМарией Еленой Мадерной
15 августа 2014 года встретилась с чемпионкой мира в лёгком весе по версии WBO аргентинкой Марией Еленой Мадерной. Одержала победу нокаутом в 6-м раунде.
13 ноября 2014 года нокаутировала в 1-м раунде экс-чемпионку мира в полулёгком весе американку Карлу Торрес.
В начале 2016 года подписала контракт с промоутером Лу ДиБеллой.

### Чемпионский бой сОливией Герулой
17 февраля 2016 года встретилась с экс-чемпионкой мира во 2-м полулёгком весе канадкой Оливией Герулой. На кону стоял вакантный титул чемпионки мира в полулёгком весе по версии WBO. Серрано нокаутировала свою соперницу в первом же раунде.
30 июля 2016 года нокаутировала в 1-м раунде колумбийку Калисту Сильгадо и защитила титул WBO в полулёгком весе.

### Чемпионский бой с Александрой Лазар
18 октября 2016 года нокаутировала в 1-м раунде венгерку Александру Лазар и завоевала вакантный титул чемпионки мира во 2-м легчайшем весе по версии WBO. Аманда стала вторым боксёром из Пуэрто-Рико, независимо от пола, выигравшим мировой титул в четырёх весовых категориях (первым является Мигель Котто). Также она стала всего лишь второй женщиной, взявшей титул в четырёх весах (первой является аргентинка Алехандра Оливерас.
14 января 2017 года победила по очкам экс-чемпионку мира в двух весовых категориях мексиканку Ясмин Ривас и защитила титул WBO во 2-м легчайшем весе.

### Чемпионский бой сДаияной Сантаной
22 апреля 2017 года встретилась с экс-чемпионкой мира в полулёгком весе доминиканкой Даияной Сантаной. На кону стоял вакантный титул чемпионки мира в легчайшем весе по версии WBO. Сантана не смогла уложиться в лимит весовой категории. Поэтому титул стоял на кону только для пуэрто-риканской спортсменки. Серрано одержала победу техническим нокаутом в 8-м раунде. Аманда стала первой женщиной, завоевавшей титул чемпионки мира в пяти весовых категориях. Также она стала первым представителем Пуэрто-Рико, независимо от пола, взявшим мировой титул в пяти весах.
21 июля 2017 года во второй раз в карьере встретилась с венгеркой Эдиной Кишш. Одержала победу техническим нокаутом в 3-м раунде и защитила титул WBO во 2-м легчайшем весе.
4 ноября 2017 года нокаутировала в 1-м раунде экс-чемпионку мира во 2-м легчайшем весе доминиканку Мэрилину Эрнандес.

### Чемпионский бой с Ямилой Эстер Рейносо
8 сентября 2018 года встретилась с бывшей претенденткой на титул чемпионки мира в двух весовых категориях аргентинкой Ямилой Эстер Рейносо. На кону стоял вакантный титул чемпионки мира в 1-м полусреднем весе по версии WBO. Серрано одержала победу по очкам и стала чемпионкой мира в шестой весовой категории.

### Чемпионский бой с Евой Ворабергер
18 января 2019 года встретилась с экс-чемпионкой мира в двух весовых категориях австрийкой Евой Ворабергер. На кону стоял вакантный титул чемпионки мира во 2-м наилегчайшем весе по версии WBO. Серрано одержала победу нокаутом в первом же раунде и завоевала мировой титул в седьмой весовой категории.

### Чемпионский бой с Хизер Харди
13 сентября 2019 года встретилась с чемпионкой мира в полулёгком весе по версии WBO не имеющей поражений американкой Хизер Харди. На кону также стоял вакантный титул временной чемпионки мира по версии WBC. Одержала победу единогласным решением судей.
16 декабря 2020 года нокаутировала в 1-м раунде экс-чемпионку мира в полулёгком весе доминиканку Даяну Сантану.
25 марта 2021 года нокаутировала в 9-м раунде экс-чемпионку мира в трёх весовых категориях аргентинку Даниэлу Ромину Бермудес и защитила титулы WBC и WBO в полулёгком весе.
29 августа 2021 года победила экс-чемпионку мира во 2-м легчайшем весе мексиканку Ямилет Меркадо и защитила титулы WBC и WBO в полулёгком весе.
В октябре 2021 года прекратила сотрудничество с промоутером Лу ДиБелой и подписала контракт с Джейком Полом.

### Бой с Кэти Тейлор
30 апреля 2022 года встретилась с абсолютной чемпионкой мира в лёгком весе не имеющей поражений ирландкой Кэти Тейлор. Поединок получился зрелищным и равным. Победителем раздельным решением судей была объявлена Тейлор.

### Объединительный бой с Сарой Махфуд
24 сентября 2022 года встретилась с чемпионкой мира в полулёгком весе по версии IBF не имеющей поражений датчанкой Сарой Махфуд. На кону также стоял вакантный титул по версии журнала «The Ring». Победила по очкам.

### Объединительный бой с Эрикой Крус
4 февраля 2023 года встретилась с чемпионкой мира в полулёгком весе по версии WBA мексиканкой Эрикой Крус. Победила по очкам.
На 20 мая 2023 года был назначен реванш с Кэти Тейлор. Через несколько дней Серрано получила травму и бой был отменён.
5 августа 2023 года во втрой раз встретилась с Хизер Харди. Победила по очкам.
27 октября 2023 года победила бразильянку Данилу Рамос и защитила титулы WBA, IBF, WBO и The Ring. Титул WBC не стоял на кону. Бой проходил по «мужским» правилам — 12 раундов по 3 минуты.
В декабре 2023 года оставила титул WBC в полулёгком весе из-за отказа организации санкционировать для женщин бои в формате 12 раундов по 3 минуты. Серрано заявила, что таким образом WBC нарушает права женщин.
На 2 марта 2024 года был назначен бой против немки Нины Мейнке. Серрано была вынуждена отказаться от боя из-за травмы глаза.

### Второй бой против Кэти Тейлор
15 ноября 2024 года состоялся матч-реванш с ирландкой Кэти Тейлор. На момент боя Тейлор являлась абсолютной чемпионкой мира в 1-м полусреднем весе. Поединок продлился все 10 раундов и получился весьма близким и упорным. Судьи отдали победу Тейлор.

### Третий бой против Кэти Тейлор
11 июля 2025 года состоялся третий бой против Кэти Тейлор. Проиграла по очкам.

## Карьера в смешанных боевых искусствах
Летом 2017 года изъявила желание в будущем перейти в смешанные боевые искусства. Главной причиной данного решения послужило то, что, по словам Аманды, в MMA женщины получают больше денег и признания, чем в боксе. Готовясь к переходу в MMA, начала тренироваться по правилам кикбоксинга и джиу-джитсу. Занималась с трёхкратным чемпионом мира по кикбоксингу Луисом Руисом.
В декабре 2017 года подписала контракт с организацией «Combate Americas». Соменеджером Серрано стала экс-чемпионка UFC и Strikeforce американка Миша Тейт.
В начале 2018 года сказала, что это её последний год в боксе перед переходом в MMA. Возможно, спортсменка будет совмещать выступления на ринге и в октагоне.
Дебютировала в MMA 13 апреля 2018 года. Поединок завершился вничью.

## Статистика выступлений

### Статистика в профессиональном боксе
В таблице перечислены результаты всех поединков боксёров.
В каждой строке указан результат поединка. Дополнительно номер поединка обозначен цветом, который обозначает итог поединка. Расшифровка обозначений и цветов представлена в нижеследующей таблице.
| Пример | Расшифровка                     |
| ------ | ------------------------------- |
|        | Победа                          |
|        | Ничья                           |
|        | Поражение                       |
|        | Планируемый поединок            |
|        | Поединок признан несостоявшимся |
| КО     | Нокаут                          |
| ТКО    | Технический нокаут              |
| PTS    | Решение судей (по очкам)        |
| UD     | Единогласное решение судей      |
| MD     | Решение большинства судей       |
| SD     | Раздельное решение судей        |
| RTD    | Отказ от продолжения боя        |
| DQ     | Дисквалификация                 |
| NC     | Поединок признан несостоявшимся |

| 52 поединка, 47 побед (31 нокаутом), 4 поражения, 1 ничья | 52 поединка, 47 побед (31 нокаутом), 4 поражения, 1 ничья | 52 поединка, 47 побед (31 нокаутом), 4 поражения, 1 ничья | 52 поединка, 47 побед (31 нокаутом), 4 поражения, 1 ничья                                                 | 52 поединка, 47 побед (31 нокаутом), 4 поражения, 1 ничья | 52 поединка, 47 побед (31 нокаутом), 4 поражения, 1 ничья |
| Бой                                                       | Дата                                                      | Соперник                                                  | Место проведения                                                                                          | Результат                                                 | Примечание |
| --------------------------------------------------------- | --------------------------------------------------------- | --------------------------------------------------------- | --- | --------------------------------------------------------- | --- |
| 52                                                        | 11 июля 2025                                              | Кэти Тейлор (24-1)                                        | Мэдисон-сквер-гарден, Нью-Йорк, штат Нью-Йорк, США                                                        | MD 10                                                     | Бой за звание чемпионки мира в 1-м полусреднем весе по версиям WBC (2-я защита Тейлор), WBA (2-я защита Тейлор), IBF (2-я защита Тейлор), WBO (2-я защита Тейлор) и The Ring (2-я защита Тейлор). Счёт: 95-95 и 93-97 (дважды).  |
| 51                                                        | 15 ноября 2024                                            | Кэти Тейлор (23-1)                                        | Эй-ти-энд-ти Стэдиум, Арлингтон, Техас, США                                                               | UD 10                                                     | Бой за звание чемпионки мира в 1-м полусреднем весе по версиям WBC (1-я защита Тейлор), WBA (1-я защита Тейлор), IBF (1-я защита Тейлор), WBO (1-я защита Тейлор) и The Ring (1-я защита Тейлор). Счёт: 94-95 (все).             |
| 50                                                        | 20 июля 2024                                              | Стиви Морган (14-1)                                       | Амали-арена, Тампа, Флорида, США                                                                          | TKO 2 (10)                                                | |
| 49                                                        | 27 октября 2023                                           | Данила Рамос (12-2)                                       | Caribe Royale Orlando, Орландо, Флорида, США                                                              | UD 12                                                     | Бой за звание чемпионки мира в полулёгком весе по версиям WBO (6-я защита Серрано), IBF (3-я защита Серрано), WBA (2-я защита Серрано) и The Ring (3-я защита Серрано). Счёт: 120-108 (все).                                     |
| 48                                                        | 5 августа 2023                                            | Хизер Харди (24-2)                                        | Американ Эйрлайнс-центр, Даллас, Техас, США                                                               | UD 10                                                     | Бой за звание чемпионки мира в полулёгком весе по версиям WBC (5-я защита Серрано), WBO (5-я защита Серрано), IBF (2-я защита Серрано), WBA (1-я защита Серрано) и The Ring (2-я защита Серрано). Счёт: 99-91 и 100-90 (дважды). |
| 47                                                        | 4 февраля 2023                                            | Эрика Крус (15-1)                                         | Мэдисон-сквер-гарден, Нью-Йорк, штат Нью-Йорк, США                                                        | UD 10                                                     | Бой за звание чемпионки мира в полулёгком весе по версиям WBC (4-я защита Серрано), WBO (4-я защита Серрано), IBF (1-я защита Серрано), WBA (3-я защита Крус) и The Ring (1-я защита Серрано). Счёт: 97-93 и 98-92 (дважды).     |
| 46                                                        | 24 сентября 2022                                          | Сара Махфуд (11-0)                                        | Манчестер Арена, Манчестер, Англия, Великобритания                                                        | UD 10                                                     | Бой за звание чемпионки мира в полулёгком весе по версиям WBC (3-я защита Серрано), WBO (3-я защита Серрано), IBF (1-я защита Махфуд) и The Ring (вакантный). Счёт: 99-92 и 97-93 (дважды).                                      |
| 45                                                        | 30 апреля 2022                                            | Кэти Тейлор (20-0)                                        | Мэдисон-сквер-гарден, Нью-Йорк, штат Нью-Йорк, США                                                        | SD 10                                                     | Бой за звание чемпионки мира в лёгком весе по версиям WBA (13-я защита Тейлор), IBF (11-я защита Тейлор), WBO (7-я защита Тейлор), WBC (6-я защита Тейлор) и The Ring (6-я защита Тейлор). Счёт: 93-96, 93-97, 96-94.            |
| 44                                                        | 18 декабря 2021                                           | Мириам Гутьеррес (14-1)                                   | Амали-арена, Тампа, Флорида, США                                                                          | UD 10                                                     | Счёт: 99-91, 99-90, 100-90. |
| 43                                                        | 29 августа 2021                                           | Ямилет Меркадо (18-2)                                     | Рокет Мортгедж Филдхаус, Кливленд, Огайо, США                                                             | UD 10                                                     | Чемпионка мира в полулёгком весе по версиям WBC (2-я защита Серрано) и WBO (2-я защита Серрано). Счёт: 98-92, 99-91, 97-93. |
| 42                                                        | 25 марта 2021                                             | Даниэла Ромина Бермудес (29-3-3)                          | Plaza del Quinto Centenario, Сан-Хуан, Пуэрто-Рико                                                        | KO 9 (10)                                                 | Чемпионка мира в полулёгком весе по версиям WBC (1-я защита Серрано) и WBO (1-я защита Серрано). |
| 41                                                        | 16 декабря 2020                                           | Даияна Сантана (36-12)                                    | Hotel Catalonia Malecon Center, Санто-Доминго, Доминиканская Республика                                   | TKO 1 (8)                                                 | |
| 40                                                        | 30 января 2020                                            | Симоне Апаресида да Силва (17-14)                         | Meridian at Island Gardens, Майами, Флорида, США                                                          | TKO 3 (8)                                                 | |
| 39                                                        | 13 сентября 2019                                          | Хизер Харди (22-0)                                        | Мэдисон-сквер-гарден, Нью-Йорк, штат Нью-Йорк, США                                                        | UD 10                                                     | Чемпионка мира в полулёгком весе по версии WBO (1-я защита Харди). Вакантный титул временной чемпионки мира по версии WBC. Счёт: 98-92 и 98-91 (дважды).                                                                         |
| 38                                                        | 18 января 2019                                            | Ева Ворабергер (24-5-0)                                   | Мэдисон-сквер-гарден, Нью-Йорк, штат Нью-Йорк, США                                                        | KO 1 (10)                                                 | Вакантный титул чемпионки мира во 2-м наилегчайшем весе по версии WBO. |
| 37                                                        | 8 сентября 2018                                           | Ямила Эстер Рейносо (11-4-3)                              | Барклайс-центр, Бруклин, Нью-Йорк, штат Нью-Йорк, США                                                     | UD 10                                                     | Вакантный титул чемпионки мира в 1-м полусреднем весе по версии WBO. Счёт: 99-91 (все). |
| 36                                                        | 4 ноября 2017                                             | Мэрилин Эрнандес (26-10-0)                                | Барклайс-центр, Бруклин, Нью-Йорк, штат Нью-Йорк, США                                                     | TKO 1 (10)                                                | Эрнандес три раза в нокдауне. |
| 35                                                        | 21 июля 2017                                              | Эдина Кишш (13-4-0)                                       | Sheraton Puerto Rico Hotel & Casino, Сан-Хуан, Пуэрто-Рико                                                | TKO 3 (10)                                                | Чемпионка мира во 2-м легчайшем весе по версии WBO (2-я защита Серрано). |
| 34                                                        | 22 апреля 2017                                            | Даияна Сантана (35-8-0)                                   | Барклайс-центр, Бруклин, Нью-Йорк, штат Нью-Йорк, США                                                     | TKO 8 (10)                                                | Вакантный титул чемпионки мира в легчайшем весе по версии WBO. |
| 33                                                        | 14 января 2017                                            | Ясмин Ривас (35-9-1)                                      | Барклайс-центр, Бруклин, Нью-Йорк, штат Нью-Йорк, США                                                     | UD 10                                                     | Чемпионка мира во 2-м легчайшем весе по версии WBO (1-я защита Серрано). Счёт: 99-91, 98-92, 97-93. |
| 32                                                        | 18 октября 2016                                           | Александра Лазар (8-1-0)                                  | Hotel Caribe Hilton, Сан-Хуан, Пуэрто-Рико                                                                | TKO 1 (10)                                                | Вакантный титул чемпионки мира во 2-м легчайшем весе по версии WBO. |
| 31                                                        | 30 июля 2016                                              | Калиста Сильгадо (14-6-3)                                 | Барклайс-центр, Бруклин, Нью-Йорк, штат Нью-Йорк, США                                                     | TKO 1 (10)                                                | Чемпионка мира в полулёгком весе по версии WBO (1-я защита Серрано). Сильгадо два раза в нокдауне. |
| 30                                                        | 22 апреля 2016                                            | Эдина Кишш (6-0-0)                                        | Cancha Ruben Zayas Montanez, Трухильо-Альто, Пуэрто-Рико                                                  | TKO 4 (8)                                                 | |
| 29                                                        | 17 февраля 2016                                           | Оливия Герула (17-15-2)                                   | BB King Blues Club & Grill, Нью-Йорк, штат Нью-Йорк, США                                                  | TKO 1 (10)                                                | Вакантный титул чемпионки мира в полулёгком весе по версии WBO. |
| 28                                                        | 20 ноября 2015                                            | Джемилла Гонтарюк (9-2-0)                                 | Aviator Sports and Events Center, Нью-Йорк, штат Нью-Йорк, США                                            | TKO 3 (8)                                                 | |
| 27                                                        | 10 сентября 2015                                          | Фатума Зарика (24-11-2)                                   | The Space at Westbury, Уэстбёри, штат Нью-Йорк, США                                                       | UD 6                                                      | Счёт: 60-55, 59-55, 58-56. |
| 26                                                        | 29 мая 2015                                               | Фатума Зарика (24-10-2)                                   | W.C. Handy Pavilion, Мемфис, Теннесси, США                                                                | UD 6 (6)                                                  | Зарика в нокдауне в 1-м раунде. Счёт: 60-54 и 60-53 (дважды). |
| 25                                                        | 21 февраля 2015                                           | Марисоль Рейес (14-9-1)                                   | Sosua Convention Center, Сан-Фелипе-де-Пуэрто-Плата, Пуэрто-Плата, Доминиканская республика               | TKO 3 (8)                                                 | |
| 24                                                        | 13 ноября 2014                                            | Карла Торрес (4-2-0)                                      | The Space at Westbury, Уэстбёри, штат Нью-Йорк, США                                                       | TKO 1 (6)                                                 | |
| 23                                                        | 15 августа 2014                                           | Мария Елена Мадерна (13-8-3)                              | Estadio F.A.B., Буэнос-Айрес, Аргентина                                                                   | KO 6 (10)                                                 | Чемпионка мира в лёгком весе по версии WBO (4-я защита Мадерны). |
| 22                                                        | 29 сентября 2013                                          | Диана Гарсия (12-18-0)                                    | Gimnasio Boxing Factory, Сантьяго-де-лос-Трейнта-Кабальерос, провинция Сантьяго, Доминиканская республика | TKO 1 (8)                                                 | |
| 21                                                        | 21 сентября 2013                                          | Керри Хилл (4-25-2)                                       | Resorts World Casino, Куинс, Нью-Йорк, штат Нью-Йорк, США                                                 | TKO 2 (6)                                                 | |
| 20                                                        | 29 июня 2013                                              | Доминга Оливо (8-7-1)                                     | Resorts World Casino, Куинс, Нью-Йорк, штат Нью-Йорк, США                                                 | TKO 3 (6)                                                 | |
| 19                                                        | 16 февраля 2013                                           | Ванда Пена Осуна (8-4-0)                                  | Gran Arena del Cibao, Сантьяго-де-лос-Трейнта-Кабальерос, Сантьяго, Доминиканская республика              | TKO 1 (10)                                                | Вакантные титулы чемпионки мира в полулёгком весе по версиям UBF и WIBA. |
| 18                                                        | 15 декабря 2012                                           | Лина Техада (1-1-0)                                       | Sosua Bay Grand Casino, Сан-Фелипе-де-Пуэрто-Плата, Пуэрто-Плата, Доминиканская республика                | TKO 1 (8)                                                 | Вакантный титул UBF InterContinental во 2-м полулёгком весе. |
| 17                                                        | 16 сентября 2012                                          | Греция Нова (9-16-4)                                      | Club Pueblo Nuevo, Villa Duarte, провинция Санто-Доминго, Доминиканская республика                        | TKO 1 (6)                                                 | |
| 16                                                        | 27 апреля 2012                                            | Фрида Вальберг (10-0-0)                                   | Saab Arena, Линчёпинг, Эстергётланд, Швеция                                                               | UD 10                                                     | Бой за титул чемпионки мира во 2-м полулёгком весе по версии WBC (2-я защита Вальберг). Счёт: 93-98, 93-97, 94-96. |
| 15                                                        | 17 февраля 2012                                           | Эла Нуньес (11-12-2)                                      | Cicero Stadium 1909 S. Laramie, Сисеро, Иллинойс, США                                                     | UD 8                                                      | Счёт: 77-75 и 78-74 (дважды). |
| 14                                                        | 18 ноября 2011                                            | Греция Нова (8-14-4)                                      | Hotel Jaragua, Санто-Доминго, Доминиканская республика                                                    | TKO 5 (8)                                                 | |
| 13                                                        | 10 сентября 2011                                          | Кимберли Коннор (9-1-2)                                   | Aviator Sports and Events Center, Нью-Йорк, штат Нью-Йорк, США                                            | TKO 2 (10)                                                | Вакантный титул чемпионки мира во 2-м полулёгком весе по версии IBF. |
| 12                                                        | 6 августа 2011                                            | Диана Гарсия (12-14-0)                                    | Parque del Este, Санто-Доминго, Доминиканская республика                                                  | TKO 2 (8)                                                 | |
| 11                                                        | 11 июня 2011                                              | Дженнифер Скотт (2-3-0)                                   | Roseland Ballroom, Нью-Йорк, штат Нью-Йорк, США                                                           | TKO 1 (8)                                                 | Вакантный титул NABF в полулёгком весе. |
| 10                                                        | 22 апреля 2011                                            | Эла Нуньес (9-8-1)                                        | Fairgrounds Event Center, Гамбург, штат Нью-Йорк, США                                                     | TKO 4 (6)                                                 | |
| 9                                                         | 29 января 2011                                            | Эла Нуньес (9-7-1)                                        | Turning Stone Resort Casino, Верона, штат Нью-Йорк, США                                                   | UD 6                                                      | Счёт: 58-56 и 59-55 (дважды). |
| 8                                                         | 18 сентября 2010                                          | Дженнифер Энкарнасьон (2-4-0)                             | Coliseo Carlos 'Teo' Cruz, Санто-Доминго, Доминиканская республика                                        | RTD 4 (6)                                                 | |
| 7                                                         | 4 июня 2010                                               | Нидия Фелисиано (2-0-2)                                   | Tropicana Casino & Resort Atlantic City, Атлантик-Сити, Нью-Джерси, США                                   | UD 6                                                      | Счёт: 59-55 и 60-54 (дважды). |
| 6                                                         | 26 февраля 2010                                           | Люсия Ларсинесе (4-4-0)                                   | Turning Stone Resort Casino, Верона, штат Нью-Йорк, США                                                   | UD 6                                                      | Счёт: 59-54 и 58-56 (дважды). |
| 5                                                         | 20 ноября 2009                                            | Эла Нуньес (9-5-0)                                        | Taj Majal Hotel & Casino, Атлантик-Сити, Нью-Джерси, США                                                  | SD 4                                                      | Счёт: 39-37, 37-39, 38-38. |
| 4                                                         | 31 июля 2009                                              | Кристина Руис (1-0-0)                                     | Resorts Casino Hotel, Атлантик-Сити, Нью-Джерси, США                                                      | TKO 2 (4)                                                 | Руис два раза в нокдауне в 1-м раунде и один раз во 2-м. |
| 3                                                         | 29 июня 2009                                              | Каролина Мартинес де Морета (3-8-2)                       | Coliseo Carlos 'Teo' Cruz, Санто-Доминго, Доминиканская республика                                        | TKO 1 (4)                                                 | |
| 2                                                         | 9 мая 2009                                                | Бриттани Крус (3-1-0)                                     | DoubleTree Hotel, Орландо, Флорида, США                                                                   | KO 1 (4)                                                  | |
| 1                                                         | 20 марта 2009                                             | Джеки Тривилино (дебют)                                   | Washington Avenue Armory, Олбани, штат Нью-Йорк, США                                                      | MD 4                                                      | Счёт: 40-36, 39-37, 39-39. |
| Бой                                                       | Дата                                                      | Соперник                                                  | Место проведения                                                                                          | Результат                                                 | Примечание |

### Статистика в смешанных единоборствах
| Боёв 3 | Побед 2 | Поражений 0 |
| ------ | ------- | ----------- |
| Сдачей | 2       | 0           |
| Ничьи  | 1       | 1           |

| Результат | Рекорд | Соперник                  | Способ                          | Турнир                                 | Дата            | Раунд | Время | Место                                                    | Примечание         |
| --------- | ------ | ------------------------- | ------------------------------- | -------------------------------------- | --------------- | ----- | ----- | -------------------------------------------------------- | ------------------ |
| Победа    | 2-0-1  | Валентина Гарсия (дебют)  | Болевой приём (удушающий приём) | iFF 7 — iKon Fighting Federation 7     | 11 июня 2021    | 1     | 1:00  | Лос-Мочис, Синалоа, Мексика                              |                    |
| Победа    | 1-0-1  | Эрендира Ордоньес (1-2-0) | Болевой приём (удушающий приём) | Combate Americas — Mexico vs. USA      | 13 октября 2018 | 1     | 4:23  | Anselmo Valencia (AVA) Amphitheater, Тусон, Аризона, США |                    |
| Ничья     | 0-0-1  | Корина Эррера (3-4-0)     | Единогласное решение            | Combate Americas — Combate Estrellas 1 | 13 апреля 2018  | 3     | 5:00  | Shrine Auditorium, Лос-Анджелес, Калифорния, США         | Счёт: 28-28 (все). |

## Титулы и достижения

### Любительский бокс
- 2008  Победительница турнира «Золотые перчатки» (Нью-Йорк) в полулёгком весе (до 57 кг).

### Профессиональный бокс

#### Региональные и второстепенные
- Титул NABF в полулёгком весе (2011).
- Титул UBF InterContinental во 2-м полулёгком весе (2012).
- Чемпионка мира в полулёгком весе по версии UBF (2013).
- Временная чемпионка мира в полулёгком весе по версии WBC (2019—2021).
- Чемпионка мира в полулёгком весе по версии IBO (2021—н. в.).

#### Мировые
- Чемпионка мира во 2-м полулёгком весе по версии IBF (2011).
- Чемпионка мира в полулёгком весе по версии WIBA (2013).
- Чемпионка мира в лёгком весе по версии WBO (2014).
- Чемпионка мира в полулёгком весе по версии WBO (2016, 2019—н. в.).
- Чемпионка мира во 2-м легчайшем весе по версии WBO (2016—2018).
- Чемпионка мира в легчайшем весе по версии WBO (2017).
- Чемпионка мира в 1-м полусреднем весе по версии WBO (2018—2019).
- Чемпионка мира во 2-м наилегчайшем весе по версии WBO (2019).
- Чемпионка мира в полулёгком весе по версии WBC (2021—2023).
- Чемпионка мира в полулёгком весе по версии IBF (2022—2024).
- Чемпионка мира в полулёгком весе по версии The Ring (2022—н. в.).
- Чемпионка мира в полулёгком весе по версии WBA (2023—н. в.).

### Награды
- Обладательница премии «Кристи Мартин Эворд» (Женщина-боксёр года по версии BWAA) (2): 2021, 2023.

## Семья
Синди Серрано (род. 1982) — сестра. Также является профессиональным боксёром. Чемпионка мира в полулёгком весе (WBO, 2016—2018).